# Rue Botzaris
Pour les articles homonymes, voir Botzaris.
La rue Botzaris est une voie du 19e arrondissement de Paris.

## Situation et accès
La rue Botzaris est une voie publique située dans le 19e arrondissement de Paris. Elle débute au croisement de l'avenue Simon Bolivar avec la rue Pradier et se termine au 41, rue de Crimée.
Le quartier est desservi par la ligne 7 bis aux stations Botzaris et Buttes Chaumont.

## Origine du nom
Cette rue honore le héros de la guerre d'indépendance grecque. Markos Botzaris (1790-1823).

## Historique
Elle est ouverte en 1862 sous le nom de « rue de la Vera-Cruz » et porte son nom actuel depuis 1880. Le tronçon septentrional de la rue longe le réservoir des Buttes-Chaumont, édifié par Diet en 1887, et qui contient 8 800 mètres cubes d'eau de l'Ourcq.

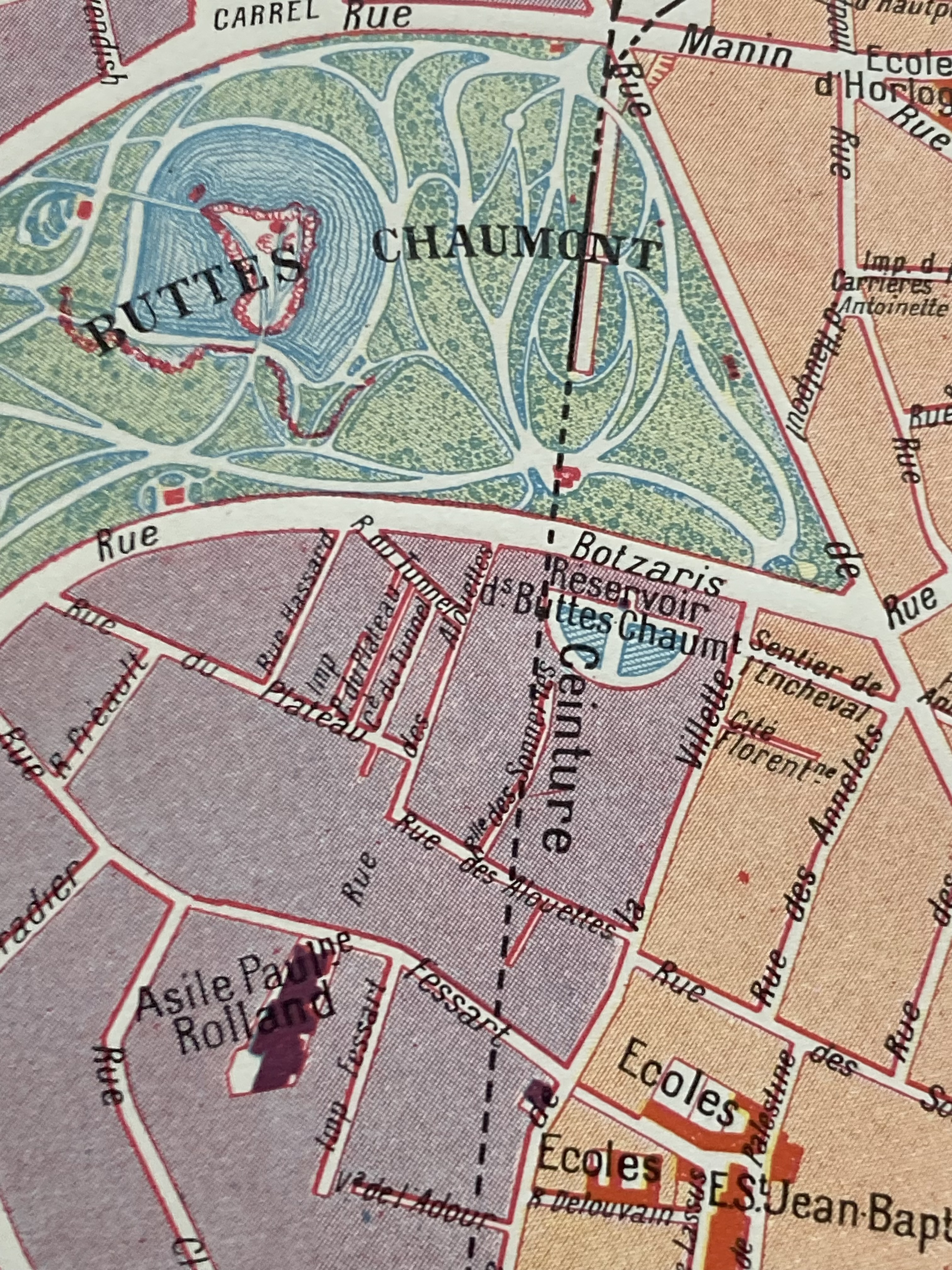
Emplacement du réservoir des Buttes-Chaumont (plan de 1900, Paris Atlas, Larousse).

Le 14 avril 1918, durant la Première Guerre mondiale, un obus lancé par la Grosse Bertha explose au no 72 rue Botzaris.

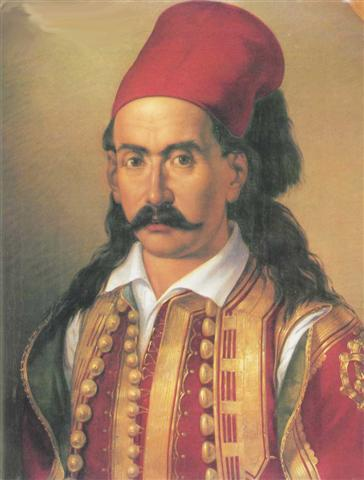
Márkos Bótzaris.
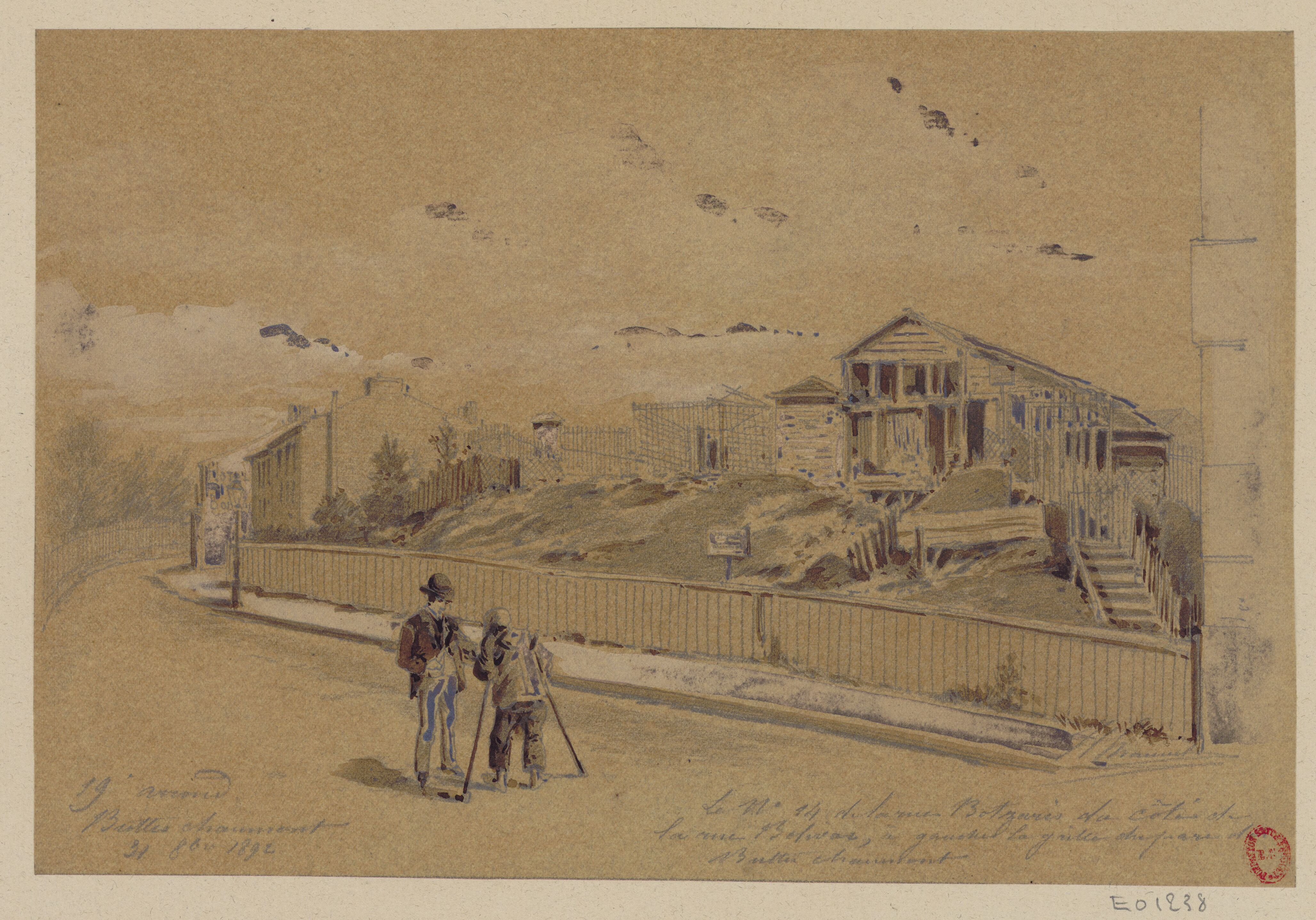
Le no 14 en 1892 (dessin de Jules-Adolphe Chauvet).
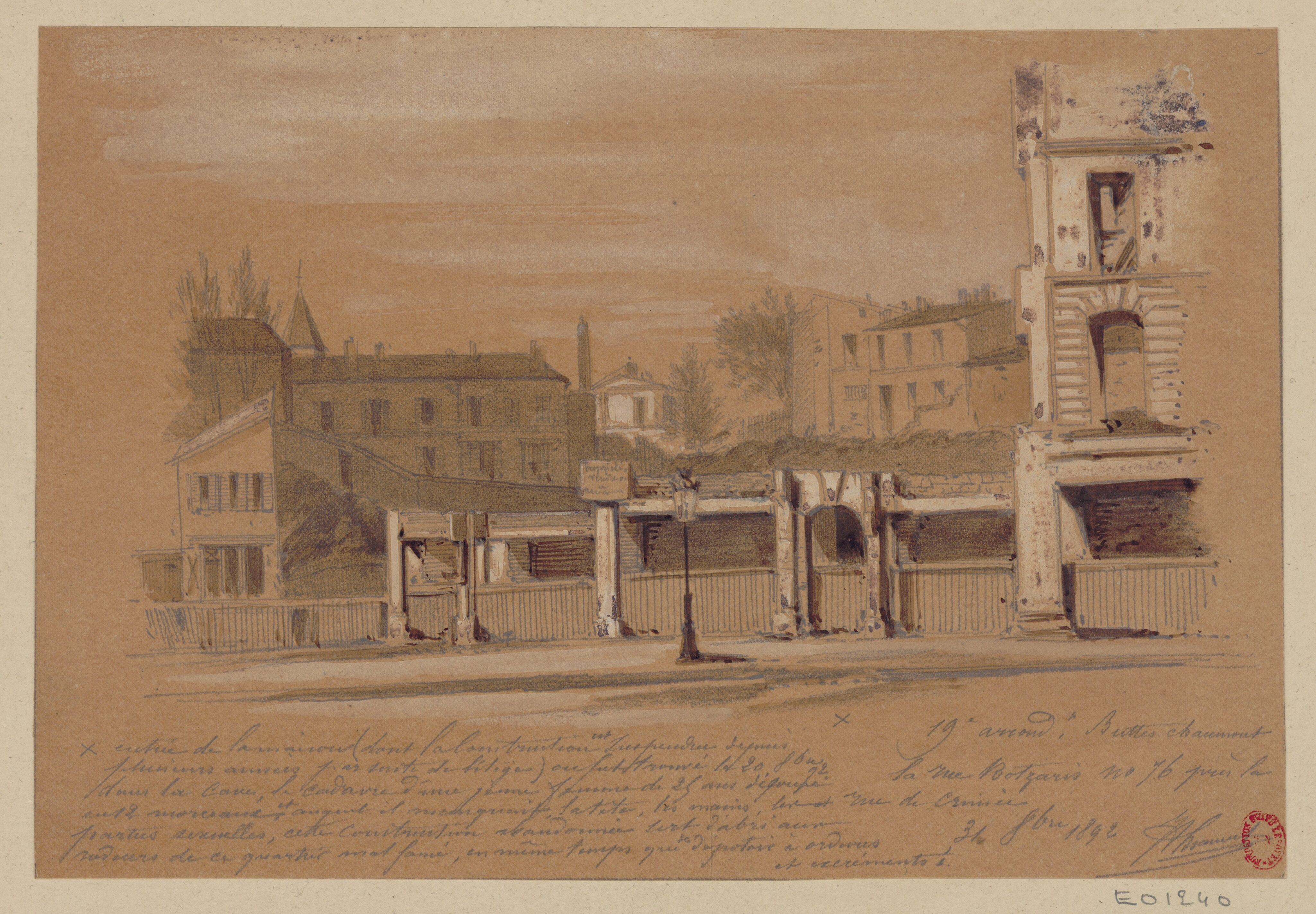
Le no 76 en construction, où fut retrouvé le 20 octobre 1892 le cadavre d'une femme de 25 ans découpé en douze morceaux (dessin de Jules-Adolphe Chauvet).

## Bâtiments remarquables et lieux de mémoire
- Le côté impair est occupé par le parc des Buttes-Chaumont.
- Au no 10 commence la villa du Parc, une voie privée.
- Au no 28 une plaque rappelle la mémoire de Robert Endewelt.
- Au no 36 s'est trouvé le Rassemblement des Tunisiens de France (RTF), maison des associations tunisiennes en France, mais officieusement on y trouvait la section française du Rassemblement constitutionnel démocratique (RCD), le parti au pouvoir au temps du dictateur Ben Ali. Le bâtiment a été occupé du 31 mai 2011 au 16 juin 2011 par des réfugiés tunisiens[4].

- Mano Solo, dans son album Les Animals, lui consacre une chanson.

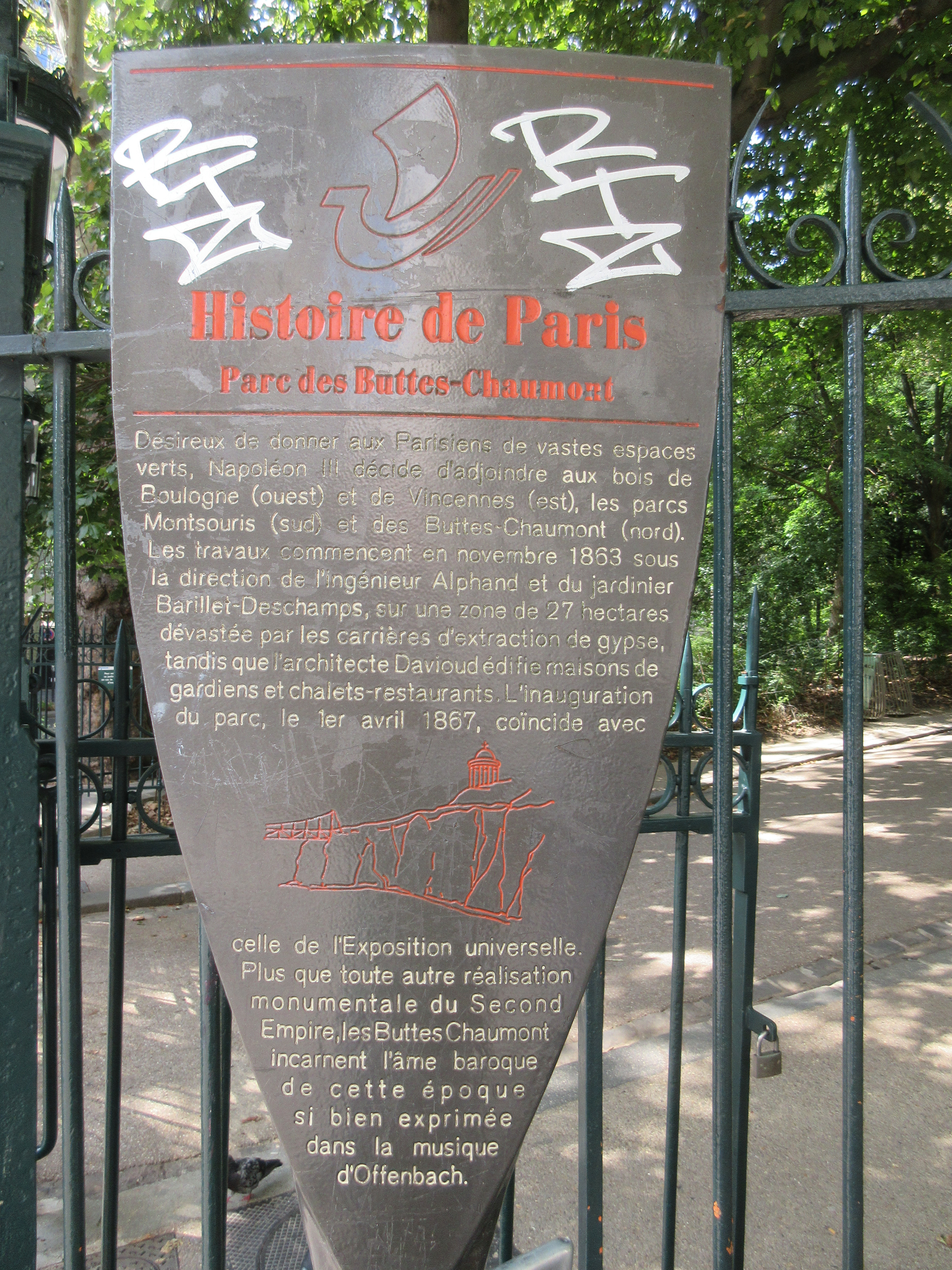
Panneau Histoire de Paris « Parc des Buttes-Chaumont ».
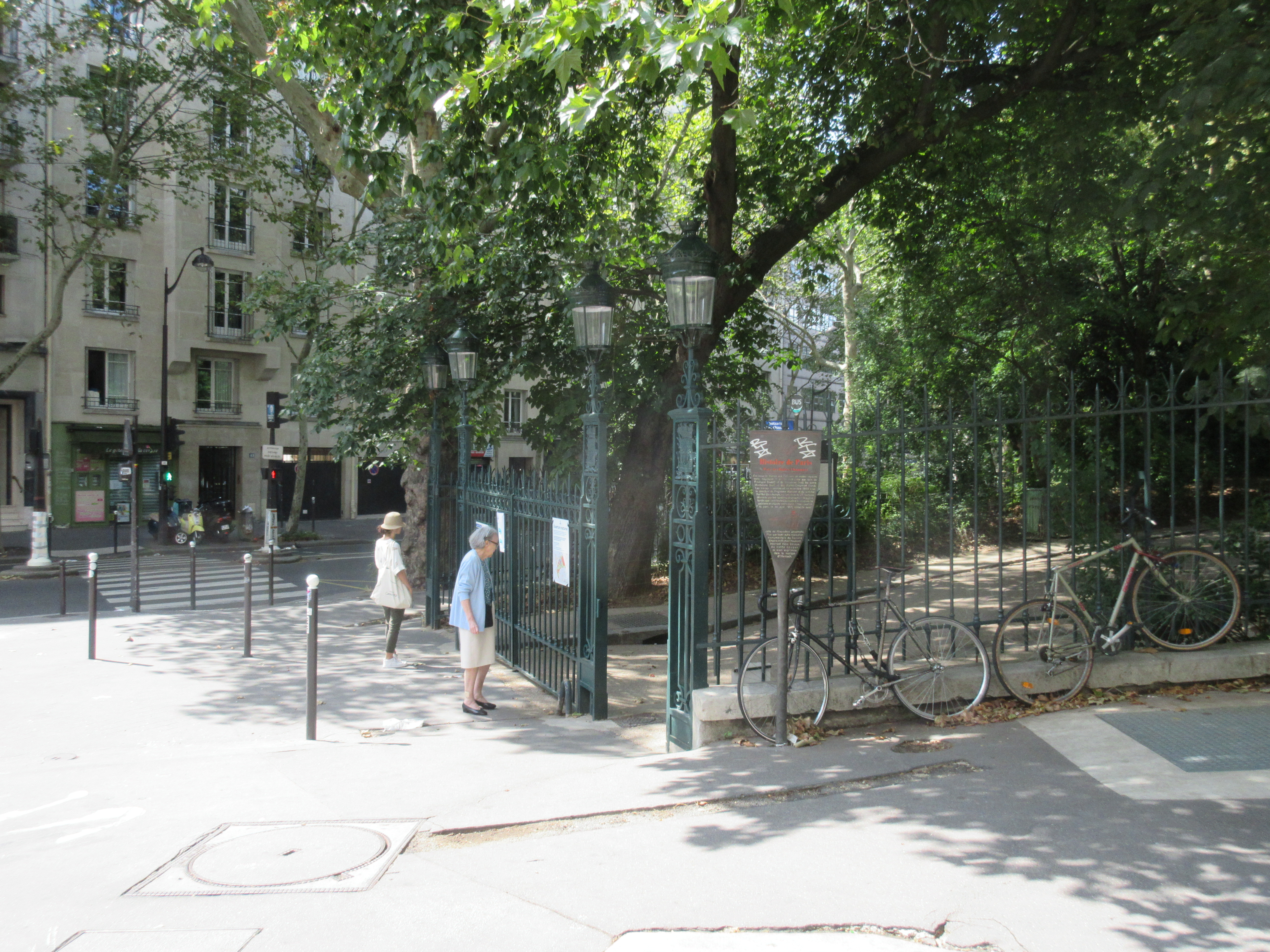
Entrée du parc des Buttes-Chaumont à l'angle de l'avenue Simon-Bolivar et de la rue Botzaris.
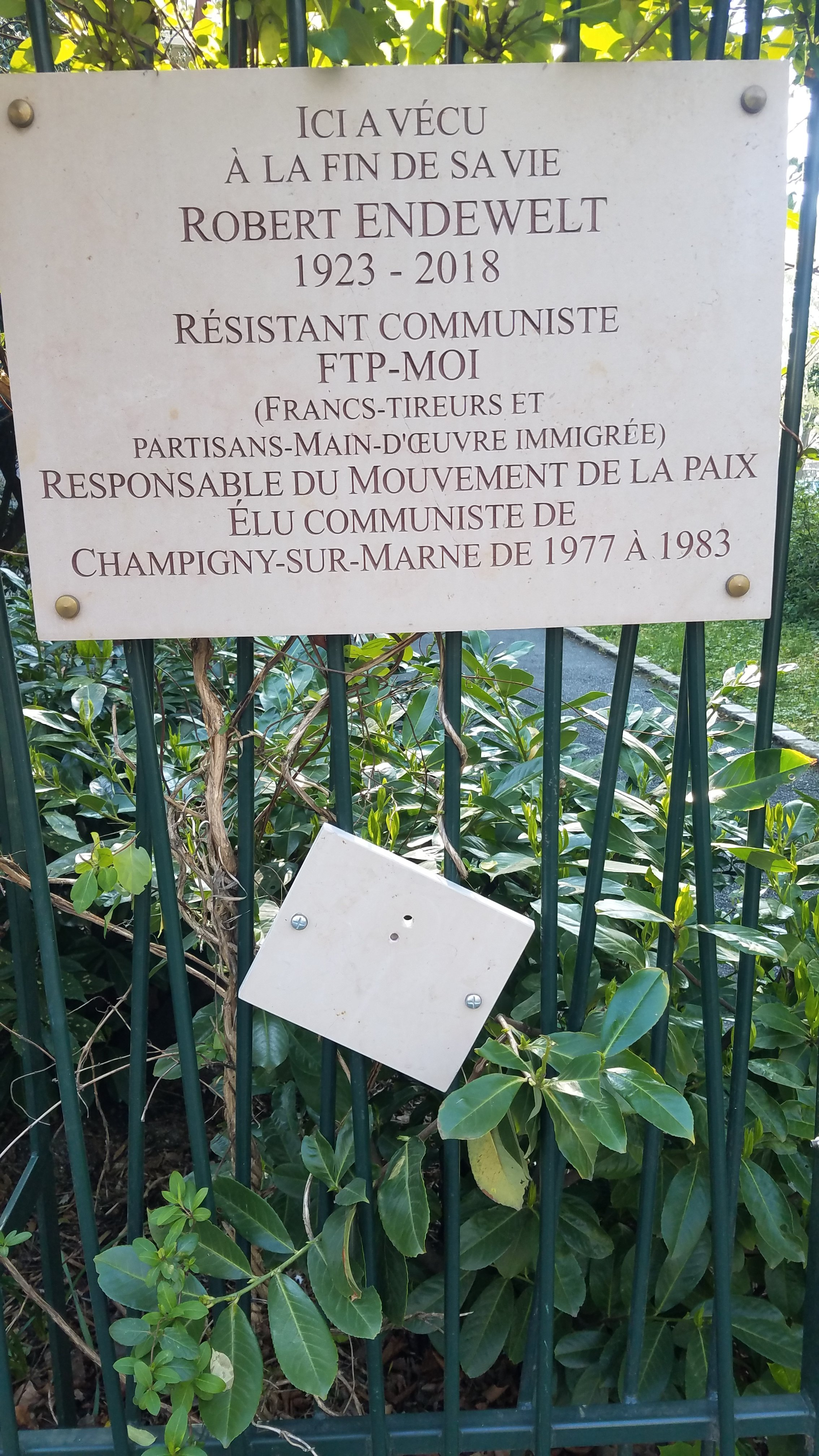
Plaque au n° 28.